# Thomas Anstey Guthrie

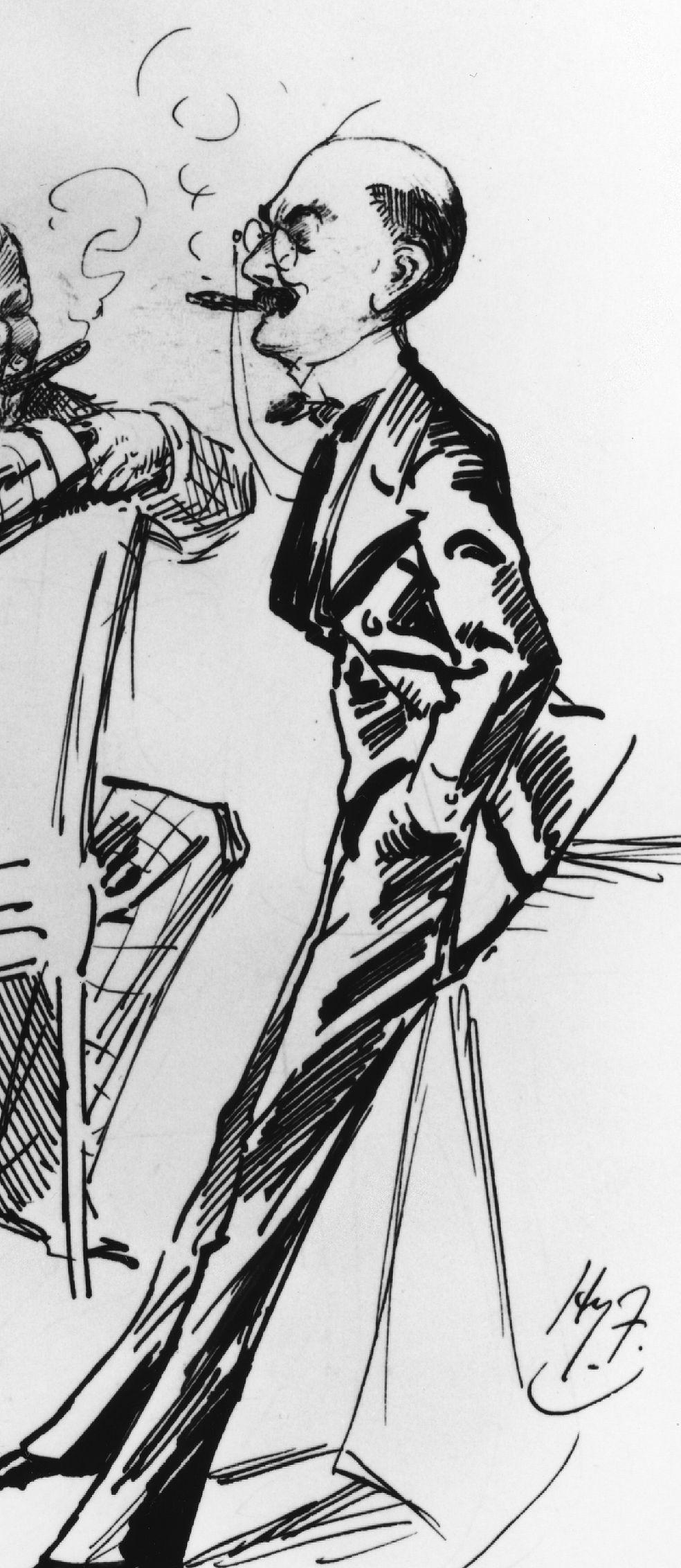
Thomas Anstey Guthrie, karikatyr av Harry Furniss.

Thomas Anstey Guthrie, född den 8 augusti 1856 i Kensington, död den 10 mars 1934, var en engelsk romanförfattare under märket F. Anstey. Han var son till Augusta Amherst Austen.
Guthrie blev 1880 advokat, men ägnade sig snart åt skriftställarskap. Han utgav Vice versa (1882; svensk översättning "Ombytta roller", 1883; "Den upp- och nedvända verlden", samma år), som även dramatiserades, The giant's robe (1883; "Jättens rock", 1884), The black poodle, and other tales (1884; "Den svarta pudeln och andra historier", 1885), The tinted Venus (1885), A fallen idol (1886; "En fallen afgud", 1887), The pariah (1889) och Voces populi (1892; avtryck från skämttidningen "Punch"), The brass bottle (1900; "Bronsflaskan", 1901), The pocket Ibsen (parodier), A Bayard from Bengal (1902), Only toys! (1903) med mera.